# Nava Semel
Nava Semel, née le 15 septembre 1954 à Jaffa (Israël) et morte le 2 décembre 2017, était une auteure, journaliste et traductrice israélienne.

## Enfance et éducation
Nava Semel est la fille de Ytzhak et Margalit Artzi (née Liquornik), roumains survivants de la Shoah. Son père était le chef de la résistance juive de Bucarest pendant le Seconde Guerre mondiale et a immigré avec sa femme dans le pré-État d'Israël en 1946. Entre 1974 et 1983, il fut membre du Conseil de la Ville de Tel-Aviv, puis député-maire de la ville entre 1979 et 1983. Sa mère est une survivante d'Auschwitz. Son frère est le chanteur israélien Shlomo Artzi.
Elle est diplômée de l'Université de Tel Aviv en Histoire de l'Art. Elle a servi dans l'armée israélienne en tant que journaliste pour la Galei Tsahal, la chaîne de radio de l'armée.

## Carrière
Membre de « seconde génération », fille de survivants de l'Holocaust, son travail d'écriture s'inscrit dans cet héritage. Son premier recueil de nouvelle paru en 1985, Hat of Glass, est le premier ouvrage israélien à parler de cette « seconde génération ». Deux de ses ouvrages seront adaptés à la télévision israélienne, Gershona Shona (1988) et Maurice Havivel Melamed Lauf (1991).
En 2001 elle publie son best-seller en Israël, And the Rat Laughed, qui sera adapté en opéra en 2005. Des représentations de celui-ci auront lieu Théâtre National de Bucarest ainsi qu'au Sibiu Festival en 2008.

## Distinctions
En 1996, elle reçut le Prime Minister's Award en Israël, une bourse d'études de douze mois.
Elle fut membre du Conseil d'administration du Mémorial de Yad Vashem et de Massuah, l'Institut de recherche sur l'Hoslocaust.

## Vie personnelle
Mère de trois enfants, elle était mariée à Noam Semel, qui fut directeur du Théâtre Cameri pendant 25 ans. Elle est morte d'un cancer le matin du 2 décembre 2017 à l'âge de 63 ans.

## Œuvres

### Romans
- Shirei Herayon Ve-Leida, Sifriat Poalim, 1982
- Kova Zchuchit: Kovetz Sipurim Shel Ha-Dor Ha-Sheni, Sifriar Poalim, 1985
- Rally Masa Matara, Am Oved, 1994
- Isha Al Ha-Neyar, Am Oved, 1996
- Tzchok Shel Achbarosh, Yedioth Ahronoth, 2001
- Eesrael, Yedioth Ahronoth, 2005
- Rosh-Akom, Zmora-Bitan, 2011
- Fanny Ve Gavriel, Zmora-Bitan, 2017

### Autobiographie
- Davka Zioni, Yadioth Ahronoth, 1999 (écrit en collaboration avec Yitzhak Artzi)

### Pièces de théâtre et opéras
- Ha-Yeled Me-Achorei Ha-Einayim, Achat Zkena, Adam, 1988
- Laʹuf Mi-Kan, The Institute of Israeli Drama, 2010

### Poésie
- Mizmor La-Tanach, Even Hoshen, 2015

### Jeunesse
- Gershona Shona, Am Oved, 1988
- Morris Chavivʹel Melamed Laʹuf; Laʹuf Mi-Kan, Am Oved, 1990 ; Yedioth Ahronoth, 2004
- Mi Ganav Et Ha-Hatzaga, Yedioth Ahronoth, 1997
- Lailuna, Yedioth Ahronoth, 1998 (recueil de berceuses)
- Yashen Hu Er Be-Makom Acher, Sifriat Poalim, 2000 (recueil de berceuses)
- Ha-Ometz Lefached, Sifriat Poalim, 2004
- Eich Matchilim Ahava, Yedioth Ahronoth, 2006
- Fe-Yaya Ve-Ha-Tarmish, Sifriat Poalim, 2011
- Yaldat Ha-Pa'amon, Dani Sfarim, 2015
- Ha-Pamotim Shelanu, Yedioth Ahronoth, 2018